# Luftlanderettungsstation

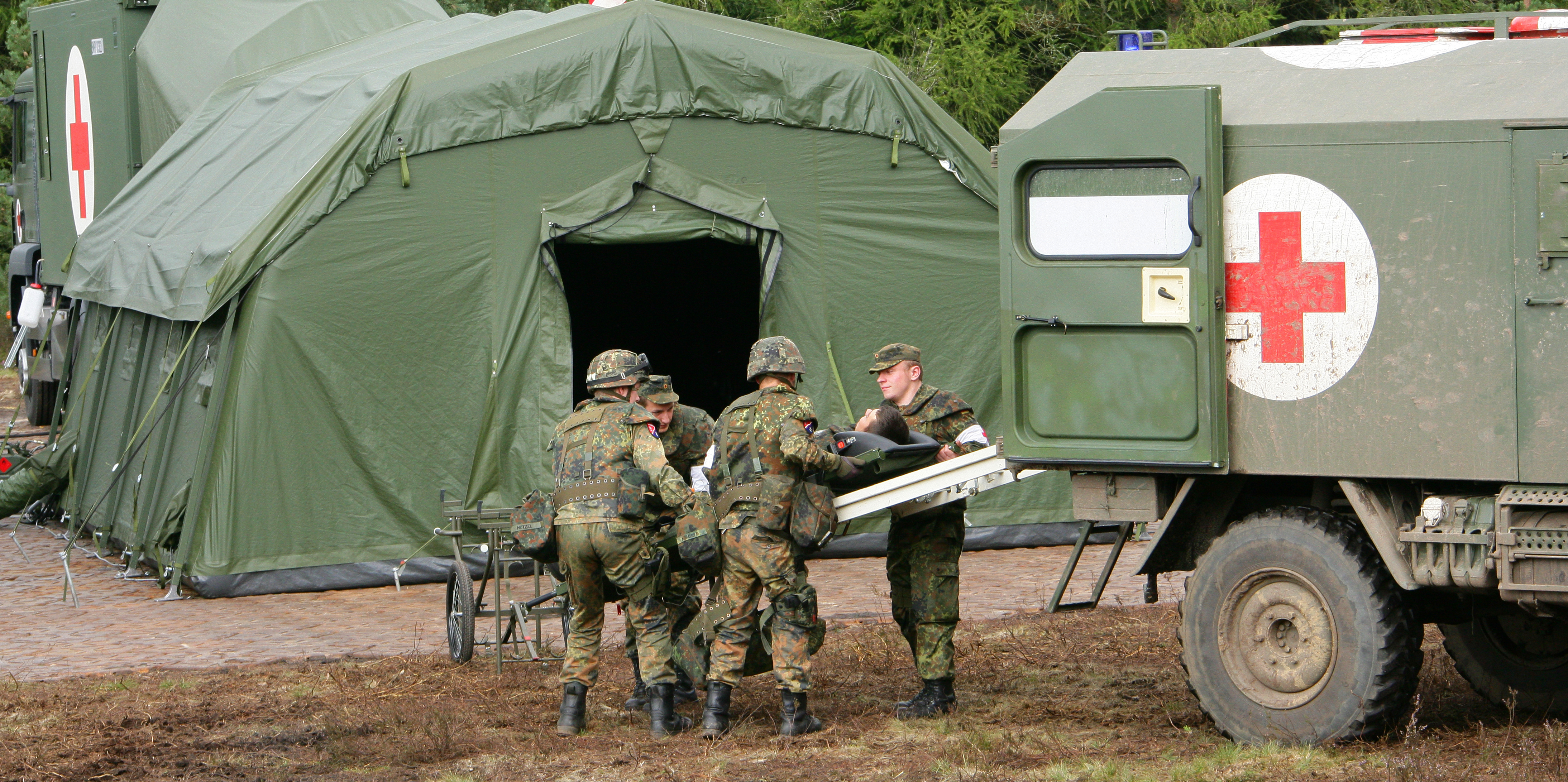
Anlieferung eines Verwundeten

Eine Luftlanderettungsstation (LLRS; engl.: airborne mobile aid station ) ist eine mobile, lufttransportfähige Sanitätseinrichtung der Bundeswehr, die von den Kräften des Sanitätsdienstes der Teilstreitkraft Heer und im Zentralen Sanitätsdienstes der Bundeswehr durch das Kommando Schnelle Einsatzkräfte Sanitätsdienst eingesetzt wird.
Die gesamte Einrichtung ist luftverlad- und luftverlastbar. Teile der Ausrüstung können mit Lastenfallschirmen abgesetzt werden. Für den Transport ist der mittlere Transporthubschrauber MTH CH-53 vorgesehen. Eingerichtet wird ein Luftlanderettungszentrum jeweils in zwei aufblasbaren Zelten. Die Stromversorgung erfolgt über einen Stromgenerator. Die Arbeitsbereitschaft der Luftlanderettungsstation kann bereits innerhalb von 30 Minuten hergestellt werden; voll einsatzbereit ist die Einrichtung nach insgesamt einer Stunde und kann dann bis zu 24 Stunden autark betrieben werden. 
In den Luftlanderettungsstationen erfolgt die allgemein- und notfallmedizinische Versorgung einschließlich der Maßnahmen der chirurgischen Wundbehandlung (Behandlungsebene 1). Hierfür stehen zwei Notfallarbeitsplätze  und zwei Ambulanzarbeitsplätze zur Verfügung. Der Schwerpunkt der Behandlung liegt in der qualifizierten Aufrechterhaltung der Vitalfunktionen mittels moderner notärztlicher Verfahren sowie der Herstellung der Verwundetentransportfähigkeit. Eine Bettenstation ist daher nicht Bestandteil.